# Альхассан Бангура
Альхассан Бангура (фр. Alhassane Bangoura, нар. 30 березня 1992, Конакрі) — гвінейський футболіст, фланговий півзахисник іспанського «Райо Вальєкано», на умовах оренди грає за грецьку «Ламію».
Виступав за національну збірну Гвінеї.

## Клубна кар'єра
Народився 30 березня 1992 року в Конакрі. Вихованець футбольної школи «Етуаль де Гвіне».
2010 року перебрався до Європи на запрошення керівництва іспанського «Райо Вальєкано», наступного року дебютував в іграх його головної команди. Згодом протягом трьох сезонів був гравцем її основного складу, виступаючи у найвищому іспанському дивізіоні.
2015 року був уперше відданий в оренду, грав за «Гранаду», а частину наступного року відіграв на аналогічних умовах за французький «Реймс».
Протягом 2016–2018 років грав за «Райо Вальєкано» вже в Сегунді, після чого був знову відданий в оренду, цього разу до «Альмерії». З 2019 року незмінно перебавав в орендах — грав за канадський «Ванкувер Вайткепс», іспанський «Луго» та еквадорський «Емелек».
У січні 2022 року на умовах оренди до завершення сезону став гравцем грецького клубу «Ламія».

## Виступи за збірну
2011 року дебютував в офіційних матчах у складі національної збірної Гвінеї.
У складі збірної був учасником Кубка африканських націй 2012 року в Габоні та Екваторіальній Гвінеї, а також Кубка африканських націй 2019 року в Єгипті. Загалом за дев'ять років взяв участь у 39 іграх за збірну, в яких забив 4 голи.